# A Fantastic Fear of Everything
A Fantastic Fear of Everything és una pel·lícula de comèdia de terror britànica de 2012 protagonitzada per Simon Pegg, escrita i dirigida per Crispian Mills amb Chris Hopewell com a codirector. Està basada en la novel·la Paranoia in the Launderette de Bruce Robinson, escriptor i director de Withnail and I. S'ha descrit com una "semicomèdia" de baix pressupost sobre una autora infantil convertida en novel·lista de crims que s'ha obsessionat amb l'assassinat i l'assassinat. Va ser llançafs el 8 de juny de 2012 al Regne Unit i Irlanda, i va rebre una estrena limitada al cinema dels EUA el 7 de febrer de 2014. El BBFC va classificar la pel·lícula amb un certificat 15 al Regne Unit, mentre que la MPAA va qualificar la pel·lícula R a Amèrica.
La fotografia principal va començar el 6 de juliol de 2011. Filmada als Shepperton Studios, la pel·lícula va ser la primera a comptar amb el suport de la iniciativa de Pinewood Studios per donar suport a pel·lícules britàniques de baix pressupost. Va ser llançat per Universal Pictures al Regne Unit i Indomina Releasing als EUA.

## Argument
Jack B. Nife és un autor infantil el feliç matrimoni del qual ha estat destruït per la seva obsessió pel seu primer llibre inèdit, Harold the Hedgehog. Està treballant en una sèrie de manuscrits titulats Dècades de mort, sobre assassins en sèrie de l'època victoriana. S'ha obsessionat amb els assassins en sèrie i creu que la gent l'està mirant i intentant matar-lo, agreujat pel fet que un assassí en sèrie anomenat Hanoi Handshake Killer, que talla els dits de les seves víctimes, ha estat actiu al seu barri.
Mentre intenta donar diners en un mitjó als nadales, Jack es sorprèn per una trucada telefònica de la seva agent, la Clair. Ella li diu que Harvey Humphries, el cap de guions de la BBC, està interessat en els guions de Jack i organitza una reunió entre tots dos en poques hores. Jack es convenç que Humphries és un assassí en sèrie, però té previst assistir a la reunió de totes maneres.
Jack intenta netejar la seva roba al forn per ser presentable per a la seva reunió amb Humphries, només per trobar que té súper enganxat un ganivet per tallar a la mà. Després d'intentar treure el ganivet, descobreix que la seva roba està arruïnada. Jack s'adona que ha d'anar a la bugaderia. Com que està aterrit davant la perspectiva, truca al professor Friedkin, un vell amic, i li demana ajuda. Després d'escoltar els records traumàtics de Jack de la bugaderia, Friedkin convenç a Jack que ha d'enfrontar-se a les seves pors i anar-hi.
Mentre està a la bugaderia, no entén com funcionen les màquines i no afegeix sabó de roba a la seva càrrega. Frustrant els companys, decideix assecar la roba perquè no té temps per tornar-la a rentar. Aleshores entra una dona jove i bonica, causant més angoixa en Jack, així que s'afanya a treure la roba humida de l'assecadora perquè pugui marxar. Oblidant que el ganivet de tallar encara està enganxat a la seva mà, treu la mà de la butxaca i fa que els altres clients s'espantin i el tanquin a la bugaderia.
La policia arriba, irromp a la bugaderia i sotmet a Jack. La policia li treu el ganivet de la mà i li cura les ferides. Estan a punt de portar-lo a comissaria quan un helicòpter sobrevola i anuncia que hi ha una emergència i que els necessiten a un altre lloc. Llancen ràpidament a Jack a la part posterior de la furgoneta de la policia i marxen, però no aconsegueixen tancar les portes i ell cau del vehicle mentre accelera.
Perkins, un oficial de policia de suport comunitari, segueix la jove mentre Jack torna a la bugaderia per buscar la seva camisa neta per a la seva reunió. Mentre Jack es posa la camisa, s'adona que ara està oberta una porta del darrere que havia estat tancada. Travessa la porta i troba una escotilla al terra. Mentre mira per l'escotilla, algú el colpeja per darrere.
Jack es desperta al soterrani de la bugaderia lligat al costat de la jove. Quan comencen a entrar en pànic, Perkins baixa les escales. L'insten a demanar ajuda, però ell revela que és l'assassí Hanoi Handshake Killer; talla els dits de les seves víctimes i culpa dels assassinats a la màfia vietnamita. Perkins diu que la bugaderia solia pertànyer a la seva àvia fins que els immigrants vietnamites la van expulsar, i ara assassina per venjança. Després puja les escales a esmolar el seu ganivet.
Jack explica a la dona els esdeveniments traumàtics de la seva infantesa pel que fa a la bugaderia, i ella el consola i l'insta a no perdre l'esperança. Ella diu que es diu Sangeet i Jack li pregunta si soparia amb ell si sobreviuen. Perkins torna amb un radiocasset tocant la cançó "The Final Countdown" de Europe. Perkins i Jack discuteixen sobre el gènere de la cançó, fent que Perkins els parli de la seva infància. La seva mare va morir quan ell era molt petit i la seva àvia el va acollir i li va donar una habitació al celler. Durant aquesta història veiem que aquesta era la mateixa bugaderia on Jack estava abandonat i que el vigilava Perkins des de la cambra del darrere.
Jack i Sangeet intenten que Perkins admeti que la seva àvia no el va cuidar adequadament. Jack argumenta que Tony no és un bon assassí en sèrie perquè no és original (suposadament té el cos de la seva àvia en una balancí, que fa referència a la pel·lícula Psicosi).
Sangeet s'allibera i fereix en Perkins mentre està a punt d'assassinar a Jack. Sangeet intenta escapar, però Perkins es recupera i la torna arrossegada al celler. Mentre Perkins està lluitant amb Sangeet, suggereix frenèticament que Jack expliqui una història. Jack convenç Perkins d'escoltar una història com la seva última petició. Jack explica una història anomenada Brian the Hedgehog; Perkins es relaciona amb la història i plora, admetent que no va matar la primera víctima i que només havia trobat el cos. El propietari de la bugaderia obre l'escotilla, fet que fa que Jack i Sangeet demanin ajuda a crits.
Uns mesos més tard, veiem un Jack ben cuidat llegint el seu llibre sobre Harold i Brian a un grup de nens. Sangeet i el professor Friedkin hi són. Clair finalment presenta Jack a Humphries, fent que a Jack li torni una breu por. En Sangeet li recorda a Jack que van a sopar, així que deixen l'esdeveniment i agafen un taxi mentre els crèdits passen per sobre del marc.

## Repartiment
- Simon Pegg com a Jack
- Amara Karan com a Sangeet
- Clare Higgins com a Clair
- Paul Freeman com el Dr. Friedkin
- Kerry Shale com a Harvey Humphries
- Alan Drake com Perkins
- Zaak Conway com el jove Jack
- Philip Delaunay com a cambrer
- Elliot Greene com a dessuadora amb caputxa
- Mo Idriss com el Sr. Rowntree Restaurant Diner
- Tuyet Le com al director
- Henry Lloyd-Hughes com a PC Taser
- Alice Orr-Ewing com a Lavinia
- Jane Stanness com a Sheena
- Jay Taylor com a creador de documentals

## Recepció crítica
A Rotten Tomatoes, té una puntuació d'aprovació del 34% basada en 32 ressenyes, amb una puntuació mitjana de 4,50/10. El consens del lloc diu: "A part d'algunes rialles i la presència fiable a la pantalla de Simon Pegg, A Fantastic Fear of Everything té molt poc a oferir." A Metacritic té una puntuació del 31% basat en crítiques de 14 crítics, que indiquen "crítiques generalment negatives".